# Eligmodontia bolsonensis
Eligmodontia bolsonensis és una espècie de mamífer rosegador de la família dels cricètids. Habita el centre-oest de Sud-amèrica.

## Taxonomia
Aquest tàxon fou descrit el 2008 pels zoòlegs estatunidencs Michael A. Mares, Janet K. Braun, Brandi Suzanne Coyner i Ronald A. Van Den Bussche.

## Localitat tipus
La localitat tipus referida és: "Pomán, Establecimiento de Río Blanco, a 28 km al sud, 13,3 quilòmetres a l'oest d'Andalgalá (a les coordenades: 27°51'01"S 66°18'17"W), Província de Catamarca, Argentina".

## Holotip
L'holotip és l'espècimen catalogat com a: OMNH 34739, compost per la pell, el crani, i l'esquelet d'una femella adulta, recollida per J. K. Braun el 8 d'octubre del 1999 (número de camp original Arg 4924).

### Etimologia
Etimològicament, el nom específic bolsonensis és un topònim que es refereix a la zona d'origen de l'exemplar tipus: el mont de serres i cards (bolsones, en espanyol).

### Caracterització i relacions filogenètiques
Filogenèticament, E. bolsonensis forma un clade juntament amb E. typus; ambdós tàxons difereixen poc, però clarament, en diversos caràcters moleculars i morfològics.
Sembla que representen un cas d'especiació parapàtrica en curs. Algunes poblacions se separaren fa només 100.000 anys.

## Hàbitat i distribució
Aquest rosegador és endèmic de la província de Catamarca (nord-oest de l'Argentina), a la zona nord i oest de la serra d'Ambato i de la serra de Manchao, des del llac sec de Pipanaco i Campo del Arenal, i en el sistema de la vall que s'estén al nord de Belén fins a la Laguna Blanca.
S'ha postulat que la seva distribució podria estendre's fins a la zona de dunes i formacions de sorra dels voltants de Cafayate (província de Salta) a través de les valls Calchaquíes, tot i que les dues regions es troben relativament separades per la serra de Belén.